# Glispa
Glispa är hos de nordamerikanska navajoindianerna den flicka som besökte underjorden och där lärde sig en av navajoindianernas viktigaste sånger.
Denna sång ackompanjerar fortfarande skapandet av navajoindianernas berömda sandmålningar.